# Тупиковая запись
В программировании тупиковой записью (англ. Dead Store) называется присваивание значения локальной переменной, если это значение не читается никакой из последующих инструкций. Тупиковые записи занимают процессорное время и память, не принося никакой пользы. Они могут быть обнаружены с помощью статического анализа кода.
Пример кода с тупиковой записью на языке Java:
```
// DeadStoreExample.java

import
 
java.util.ArrayList
;

import
 
java.util.List
;

public
 
class
 
DeadStoreExample
 
{

 
public
 
static
 
void
 
main
(
String
[]
 
args
)
 
{

   
List
<
String
>
 
list
 
=
 
new
 
ArrayList
<
String
>
();
 
// Это присваивание является тупиковой записью, так как ArrayList никогда не читается.

   
list
 
=
 
getList
();

   
System
.
out
.
println
(
list
)

 
}

 
private
 
static
 
List
<
String
>
 
getList
()
 
{

   
return
 
new
 
ArrayList
<
String
>
(
"hello"
);

 
}

}

```

В этом примере был создан экземпляр объекта ArrayList<String>, но он ни разу не использовался. Вместо этого переменной, которая ссылалась на него, была присвоена ссылка на другой объект. Область памяти, которая была выделена при объявлении списка ArrayList, должна быть освобождена, например, с помощью сборщика мусора.
Пример кода с тупиковой записью на языке JavaScript:
```
function
 
func
(
a
,
 
b
)
 
{

    
var
 
x
;

    
var
 
i
 
=
 
300
;

    
while
 
(
i
--
)
 
{

        
x
 
=
 
a
 
+
 
b
;
 
// тупиковая запись

    
}

}

```

В этом примере происходит многократная перезапись одной и той же локальной переменной в цикле. В то время как использоваться в программе после этого цикла может только значение, записанное на последней итерации. Таким образом, все записи в переменную x, кроме последней, являются тупиковыми.
В оптимизирующем компиляторе удалением тупиковых записей может заниматься оптимизация удаления мёртвого кода либо оптимизация удаления тупиковых записей (англ. Dead Store Elimination).